# A Rage in Harlem
Pour les articles homonymes, voir La Reine des pommes.
Pour plus de détails, voir Fiche technique et Distribution.
A Rage in Harlem (présenté dans les salles françaises sous le titre Rage in Harlem : La Reine des pommes) est un film américano-britannique réalisé par Bill Duke, sorti en 1991. Son scénario est librement adapté du roman La Reine des pommes de Chester Himes.

## Synopsis
Dans les années 1950, un employé naïf des pompes funèbres s'éprend d'une aventurière qui va l'entraîner dans une course au magot et le confronter à un gang d'escrocs d'Harlem.

## Fiche technique
- Titre français : Rage in Harlem : La reine des pommes
- Titre original : A Rage in Harlem
- Réalisation : Bill Duke
- Scénario : John Toles-Bey & Bobby Crawford, adapté du roman La Reine des pommes de Chester Himes
- Musique : Elmer Bernstein & Jeff Vincent
- Photographie : Toyomichi Kurita
- Montage : Curtiss Clayton
- Production : Stephen Woolley & Kerry Rock
- Société de production : Palace Pictures
- Société de distribution : Miramax
- Pays de production :  États-Unis,  Royaume-Uni
- Langue : Anglais
- Format : Couleur - Dolby - 35 mm - 1.85:1
- Genre : Policier, Comédie
- Durée : 108 min
- Dates de sortie : 
  - France : 3 mai 1991 (Festival de Cannes)
  - France : 4 septembre 1991

## Distribution
- Forest Whitaker (VF : Emmanuel Jacomy) : Jackson
- Gregory Hines (VF : Med Hondo) : Sherman alias Goldy
- Robin Givens (VF : Marie-Christine Darah) : Imabelle
- Badja Djola (VF : Georges Berthomieu) : Slim
- Zakes Mokae (VF : Pascal Renwick) : Kathy
- Danny Glover (VF : Serge Sauvion) : Easy Money
- John Toles-Bey (VF : Daniel Gall) : Jodie
- George Wallace (VF : Georges Atlas) : Fossoyeur
- Stack Pierce (VF : Jean Michaud) : Ed Cercueil
- Willard E. Pugh (VF : Emmanuel Gomès Dekset) : Claude X
- Ron Taylor : Hank
- Samm-Art Williams (VF : Jacques Richard) : Gus Parsons
- Thomas Kent Carter (VF : Éric Herson-Macarel) : Smitty
- Wendell Pierce : Louis
- Helen Martin (VF : Michèle Bardollet) : Mme Canfield
- Leonard Jackson (VF : Sady Rebbot) : M. Clay
- John Seitz (VF : William Sabatier) : Lester Banton
- Beatrice Winde (VF : Paule Emanuele) : La réceptionniste de l'hôtel
- John W. Hardy (VF : Sady Rebbot) : Le révérend Gaines

## Nominations
- Festival de Cannes 1991 : En compétition pour la Palme d'or